# Libro degli ospiti

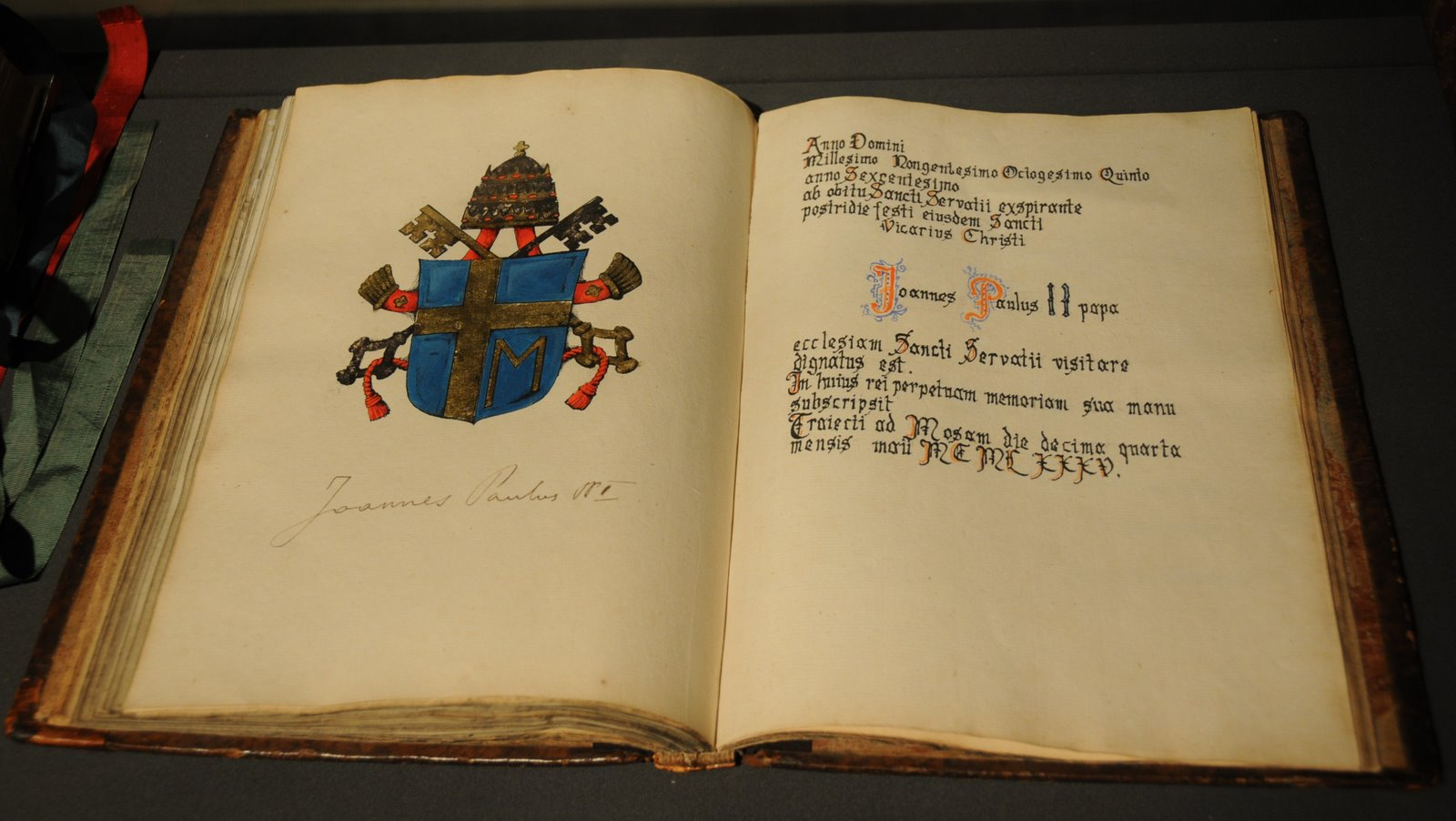
Libro delle firme della Basilica di San Servazio a Maastricht firmato da papa Giovanni Paolo II

Il libro delle firme o libro delle visite, ma anche libro degli ospiti, è un supporto cartaceo composto da pagine bianche e generalmente rilegato in modo elegante nel quale gli ospiti di un evento (battesimo, matrimonio, prima comunione...), di un luogo di culto, un museo e simili, scrivono un proprio pensiero o una propria dedica.

## Informatica
In informatica il guestbook (in inglese appunto "libro degli ospiti") è un'utilità interattiva che permette ai visitatori di un sito web di poter lasciare firme e commenti. L'amministratore tramite un pannello di controllo privato può personalizzarne la grafica, gestirne i messaggi e inserire restrizioni sulla pubblicazione. Infatti è possibile riservarsi il diritto di scegliere se pubblicare direttamente i messaggi o passarli al vaglio singolarmente. È un utile strumento apprezzato per la sua economicità e versatilità.